# Rhythm on the Range
Rhythm on the Range è un film del 1936 diretto da Norman Taurog.
È un musical western statunitense con Bing Crosby, Frances Farmer e Bob Burns. Nel 1956 ne è stato prodotto un remake, Mezzogiorno... di fifa (Pardners).

## Produzione
Il film, diretto da Norman Taurog su una sceneggiatura di Jack Moffitt, Sidney Salkow, Walter DeLeon e Francis Martin con il soggetto di Mervin J. Houser, fu prodotto da Benjamin Glazer per la Paramount Pictures e girato nelle Alabama Hills a Lone Pine e nei Paramount Studios a Los Angeles in California.

## Distribuzione
Il film fu distribuito negli Stati Uniti nel 1936 al cinema dalla Paramount Pictures. È stato distribuito anche in Brasile con il titolo O Último Romântico.

## Critica
Secondo Leonard Maltin il film è un'"accattivante e leggerissima commedia musicale".

## Promozione
La tagline è: "A whirlwind round-up of romance, songs and gags, with Bing singin' and Bob Burns tootin' on the old Bazooka!".